# Raschera
Raschera es un queso italiano con denominación de origen protegida por el Reglamento CE n.º 1263/96 y denominazione di origine italiana. Se elabora en la provincia de Cuneo. Su nombre proviene del Lago Raschera, situado en esta provincia de Cuneo, al pie del Monte Mongioie (2.630 m s. n. m.), aunque otros entienden que deriva de Alp Rascaira en el municipio de Magliano Alpi, en la misma provincia.

## Variedades
Las normas de producción distinguen dos tipos de queso raschera:
- Raschera d'alpeggio: que se produce y envejece exclusivamente en los municipios de Frabosa Soprana, Frabosa Sottana, Roburent, Roccaforte Mondovì, Pamparato, Ormea, Garessio y Magliano Alpi.
- Raschera producido y envejecido en todo el territorio de la provincia de Cuneo.

## Características
Es un queso de leche de vaca, a la que ocasionalmente se puede añadir leche de oveja o de cabra. La materia grasa alcanza un 45%. Es un queso prensado que se deja madurar durante 45-60 días. Se hacen así grandes quesos de forma cuadrada que alcanzan los 6 kilos de peso. También pueden presentarse en formato cilíndrico. La corteza es rojiza, a veces con un toque amarillento.
La textura de la pasta es semisuave. Tiene un color marfil con algo azulado. Presenta pequeños ojos. Tiene sabor delicado, a nuez, aunque varía según la temporada: el de verano es un queso más dulce que el de invierno.

## Denominación de origen
Desde 1996, el Raschera es una denominación de origen protegida (PDO) reconocida ante la Unión Europea. A nivel internacional, cuenta con registro como denominación de origen, conforme al Sistema de Lisboa, ante la Organización Mundial de la Propiedad Intelectual, desde el 5 de mayo de 2014.